# Hărman
Hărman (em húngaro Harmany, alemão Honigberg) é uma comuna romena localizada no distrito de Brașov, na região histórica da Transilvânia. A comuna possui uma área de 52.79 km² e sua população era de 4775 habitantes segundo o censo de 2007.
Localiza-se a 12 quilómetros noroeste de Brașov.

## Património
- Igreja fortificada de Hărman (século XIII).